# Montgaroult
Montgaroult ist eine Commune déléguée in der französischen Gemeinde Monts-sur-Orne mit 373 Einwohnern (Stand: 1. Januar 2022) im Département Orne in der Region Normandie.
Mit Wirkung vom 1. Januar 2018 wurden die Gemeinden Goulet, Montgaroult und Sentilly zu einer Commune nouvelle mit dem Namen Monts-sur-Orne zusammengeschlossen. Die Gemeinde Montgaroult gehörte zum Arrondissement  Argentan und zum Kanton Magny-le-Désert.

## Bevölkerungsentwicklung
| Jahr                      | 1962 | 1968 | 1975 | 1982 | 1990 | 1999 | 2006 | 2013 |
| Einwohner                 | 282  | 291  | 250  | 219  | 305  | 304  | 341  | 390  |
| Quelle: Cassini und INSEE |      |      |      |      |      |      |      |      |

## Sehenswürdigkeiten
- Kirche von Vaux-le-Bardoult, Monument historique seit 1972
- Herrenhaus von Pommereux, seit 1970 Monument historique

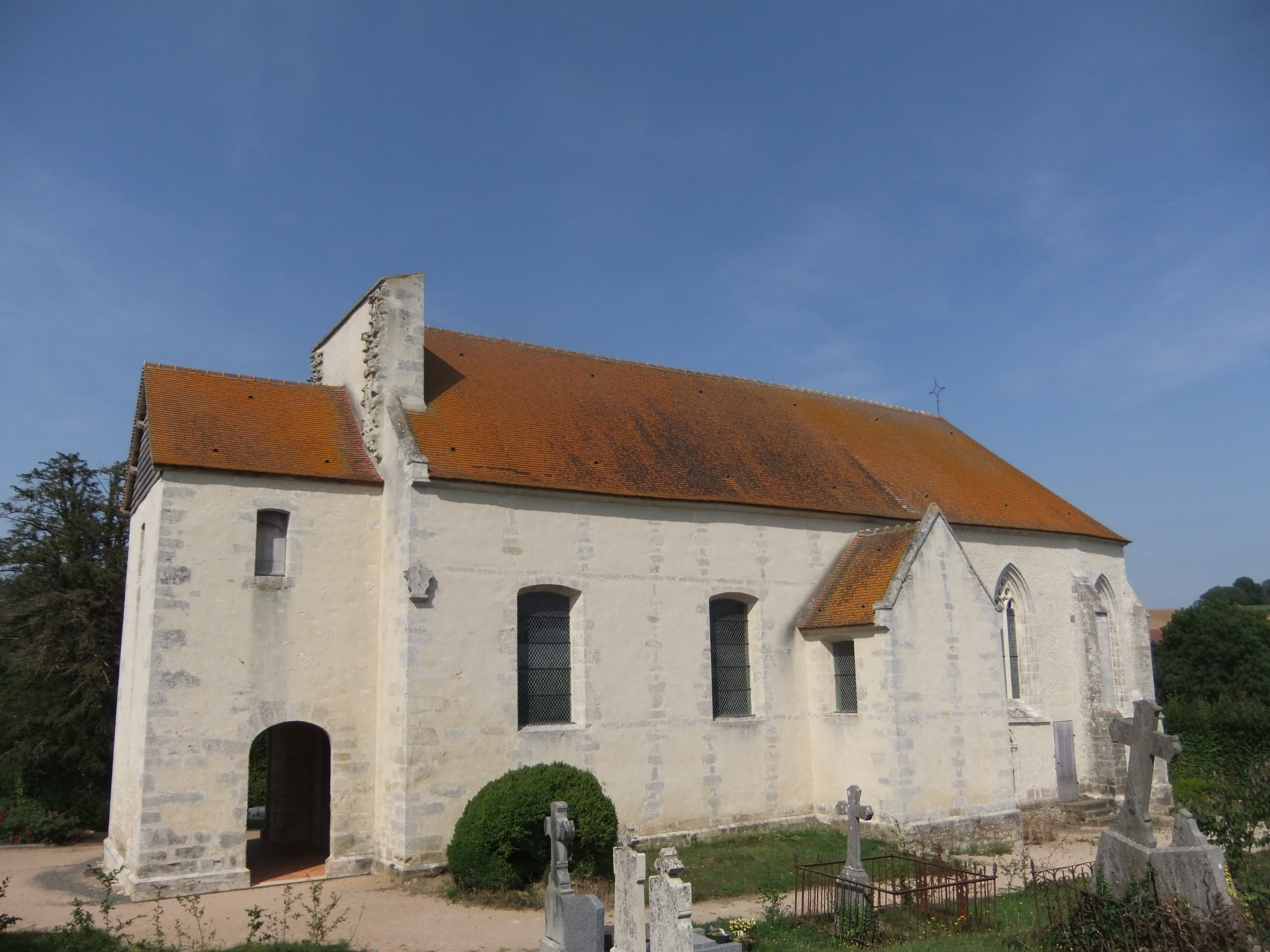
Kirche von Vaux-le-Bardoult
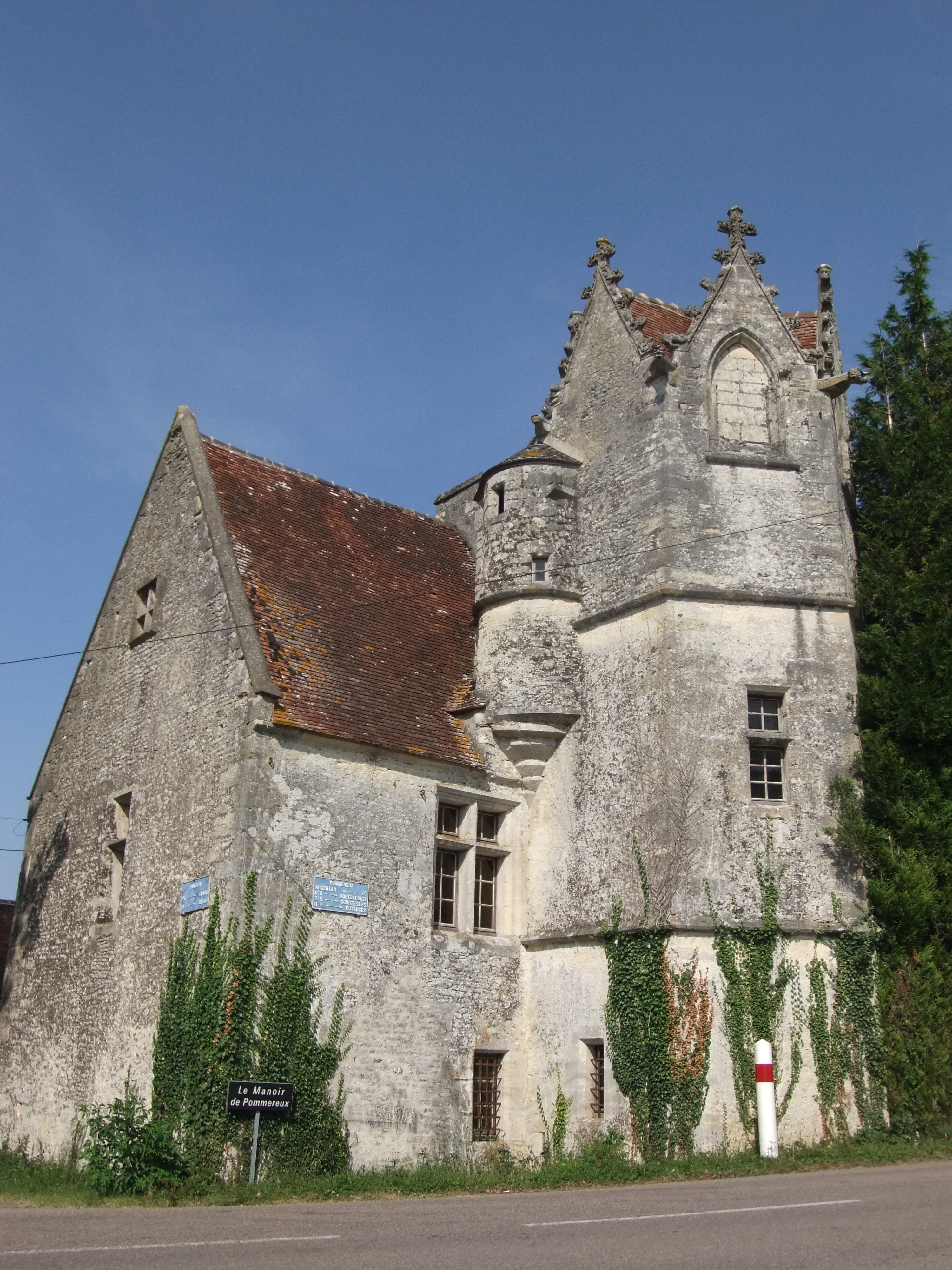
Herrenhaus von Pommereux